# کای هوندرتمارک
کای هوندرتمارک (انگلیسی: Kai Hundertmarck؛ زادهٔ ۱۵ آوریل ۱۹۶۹) دوچرخه‌سوار اهل آلمان است.